# Colonies pénitentiaires de Loos
Pour les articles homonymes, voir Colonie pénitentiaire.
Vous pouvez aider à l'améliorer ou bien discuter des problèmes sur sa page de discussion.
- Il ne cite pas suffisamment ses sources. Vous pouvez indiquer les passages à sourcer avec {{référence nécessaire}} ou {{Référence souhaitée}}, et inclure les références utiles en les liant aux notes de bas de page. (Marqué depuis mars 2017)
- Certaines informations devraient être mieux reliées aux sources mentionnées dans la bibliographie ou les liens externes. Améliorez sa vérifiabilité en les associant par des références. (Marqué depuis mars 2017)

- Archive Wikiwix
- Bing
- Cairn
- DuckDuckGo
- E. Universalis
- Gallica
- Google
- G. Books
- G. News
- G. Scholar
- Persée
- Qwant
- (zh) Baidu
- (ru) Yandex
- (wd) trouver des œuvres sur Wikidata

Les colonies pénitentiaires de Loos sont deux colonies pénitentiaires, destinées à réhabiliter de jeunes délinquants par le travail de la terre et situées à Loos.

## Situation carcérale antérieure aux colonies pénitentiaires
Après la Révolution française, la majorité pénale est fixée à 16 ans par la loi des 25 septembre et 6 octobre 1791et inaugure le principe de discernement qui consiste à déterminer si le mineur est conscient du caractère délictueux de l'acte qu'il a commis. 
On y distingue donc les discernants qui sont condamnés à des peines restant tout de même inférieures à celles des adultes des non-discernants qui sont acquittés et, selon l'article 66 du code pénal de 1810 peuvent connaitre trois destins différents :
- être remis aux parents,
- être remis à une institution charitable ou à l'Assistance publique,
- être remis à l'Administration pénitentiaire jusqu'à un âge maximal de 21 ans qui s'apparente à une détention classique de l'époque.

Jusqu'au milieu du XIXe siècle, les enfants sont enfermés dans des maisons de détention et cohabitent avec les adultes. Nait alors un mouvement philanthropique s'intéressant au cas des mineurs incarcérés. C'est le cas de la Société royale pour l'amélioration des prisons. 
En conséquence, des quartiers spéciaux destinés aux enfants sont aménagés dans différentes prisons. On en trouve à Paris, Strasbourg, Lyon, etc. 
En 1832, le ministre du Commerce chargé des prisons, le comte d'Argout préconise le placement des mineurs délinquants dans des sociétés de patronage destinées à rééduquer le mineur délinquant qu'il assimile en mineur abandonné. 
En 1834, le préfet du Rhône, Adrien de Gasparin, soutient la création d'une société de patronage à Lyon et devenu ministre de l'Intérieur, il réforme les quartiers spécialisés des prisons puis ouvre une colonie agricole dont le caractère principal est de rééduquer l'enfant par le travail agricole. 
On assiste également à l'ouverture du pénitencier de la Petite-Roquette destiné aux jeunes détenus de Paris. Le personnage principal dans la multiplication des colonies agricoles est incontestablement Charles Lucas, inspecteur général des prisons.
L'argument est double, d'une part économique et d'autre part politique. La terre a besoin de bras, les bras seront ceux des enfants incarcérés dans ces colonies.
La théorie de ces colonies repose sur des valeurs ainsi que des principes nobles mais la pratique en est tout autre et ces établissements sont assimilés à de vrais bagnes pour enfants. 
De 1838 à 1850, douze colonies privées sont fondées :
- Saint-Jean de Bordeaux (Gironde), fondée en 1838 ;
- Mettray (Indre-et-Loire), fondée en 1839 ;
- Saint-Pierre de Marseille (Bouches-du-Rhône), fondée en 1839 ;
- Petit-Bourg (Seine-et-Oise), fondée en 1840 ;
- Petit-Quevilly (Seine-Inférieure), fondée en 1843 ;
- Sainte-Foy (Dordogne), fondée en 1843 ;
- Saint-Ilan (Côtes-du-Nord), fondée en 1843 ;
- Boussaroque (Cantal), fondée en 1845 ;
- Val d'Yèvre (Cher), fondée en 1847 ;
- Saint-Joseph d'Oullins (Rhône) ;
- Citeaux (Côte-d’Or), fondée en 1849.

En réaction à l'émergence des colonies agricoles privées, quatre colonies publiques sont ouvertes  :
- Fontevrault en 1842 ;
- Clairvaux en 1843 ;
- Loos en 1844 ;
- Gaillon en 1845.

## Officialisation des colonies agricoles par la loi du 5 aout 1850
Le système de colonie agricole privée était donc déjà en place mais il devient autorisé officiellement par le loi du 5 aout 1850 qui permet au secteur privé de prendre en charge les mineurs délinquants afin de les rééduquer par la voie du travail qui doit avoir un caractère agricole. 
C'est par cette loi et par la surpopulation dont est victime la colonie publique de Loos que nait la colonie agricole privée de Loos, la colonie Guermanez.

## Les colonies Saint-Bernard et de Guermanez

### La colonie Saint-Bernard (publique)
En 1841, le préfet du Nord demande à l’abbé Joseph Rey, fondateur de la société St Joseph, de lui envoyer 5 frères qui seraient chargés du quartier des jeunes détenus. 
C’est finalement une colonie agricole qui est mise en place non loin de la maison centrale de Loos. Les travaux débutent le 4 juin 1844 avec 30 jeunes détenus sont extraits de la maison centrale sous la conduite de deux frères afin de préparer la colonie.  
Il s'agit d'un impératif, en effet, le quartier d'éducation correctionnelle de la maison centrale est surpeuplé. Il y a 200 enfants pour seulement 150 places.  
Le 19 février 1845, le ministre de l'Intérieur approuve officiellement la construction d'une colonie publique. Les travaux ne s'achèveront qu'en septembre 1846 à cause des ravages de la typhoïde dans la maison centrale.  
Les enfants se répartissent, il y en a 120 à la colonie tandis que 200 restent au quartier d'éducation correctionnelle de la maison centrale de Loos.  
La colonie de Loos dépend administrativement de la maison centrale et les frères sont remplacés par des gardiens en mars 1849. Malgré la capacité pleine de 120 jeunes détenus dans la colonie, la maison centrale déborde de jeunes et le docteur de la maison centrale acquiert le château de Guermanez. Il y fonde la colonie de Guermanez. 
La colonie agricole de Loos est officiellement appelée « Colonie agricole de Saint-Bernard » le 1er mai 1862 et elle est séparée de la maison centrale administrativement après s'être étendue sur plus de 80 hectares et avoir permis l'accueil de 400 enfants. En effet, au 1er janvier 1860 tous les enfants de la maison centrale sont transférés à la colonie Saint-Bernard.  
En 1888, elle est fermée mais rouvre ses portes en 1894 en tant que maison de correction afin de désencombrer la maison d’arrêt de Lille. Elle est aménagée en 1909 en maison de correction cellulaire (création de cellule) d’une capacité de 400 jeunes détenus. 
Elle fermera définitivement pour les jeunes détenus sur l’intervention d’un décret du 14 octobre 1921.  

### La colonie de Guermanez (privée)
Profitant de la loi du 6 aout 1850 ainsi que de la surpopulation de la maison centrale ainsi que de la colonie, le docteur Faucher, médecin à la maison centrale de Loos, acquiert le château et les dépendances de Guermanez, sur la commune d'Emmerin. 
Le 3 juin 1855, 50 enfants de la maison centrale arrivent à la colonie de Guermanez. En 1856, la colonie accueille déjà 150 enfants. Néanmoins, les conditions d'hygiène ne suivent pas. Les locaux sont insalubres, la nourriture est de mauvaise qualité et il manque de vêtements. 
Les valeurs d'éducation de la loi de 1850 sont également écartées au profit du quasi seul travail. En effet, les enfants travaillent 11 heures par jour alors qu'ils ne bénéficient que d'une heure de classe par jour. On y pratique la grande culture de céréale ou l'horticulture.
Le directeur, Faucher, vante un établissement florissant, d'autres, à l'époque, voient la colonie comme un mouroir. La fermeture de cet établissement interviendra en janvier 1868 sur l'insistance de l'impératrice Eugénie lorsque, lors d'une visite, elle constate les conditions dans lesquelles sont laissés les jeunes détenus.